# Анадарко (Оклахома)
Анадарко (англ. Anadarko) — місто (англ. city) в США, в окрузі Каддо штату Оклахома. Населення — 5745 осіб (2020).

## Географія
Анадарко розташоване за координатами 35°3′53″ пн. ш. 98°14′40″ зх. д. / 35.06472° пн. ш. 98.24444° зх. д. (35.064780, -98.244489).  За даними Бюро перепису населення США в 2010 році місто мало площу 18,66 км², з яких 18,47 км² — суходіл та 0,19 км² — водойми.

### Клімат
| Клімат : Анадарко       | Клімат : Анадарко | Клімат : Анадарко | Клімат : Анадарко | Клімат : Анадарко | Клімат : Анадарко | Клімат : Анадарко | Клімат : Анадарко | Клімат : Анадарко | Клімат : Анадарко | Клімат : Анадарко | Клімат : Анадарко | Клімат : Анадарко | Клімат : Анадарко |
| Показник                | Січ.              | Лют.              | Бер.              | Квіт.             | Трав.             | Черв.             | Лип.              | Серп.             | Вер.              | Жовт.             | Лист.             | Груд.             | Рік               |
| Абсолютний максимум, °C | 28,9              | 31,7              | 36,1              | 38,3              | 40,0              | 43,3              | 43,9              | 43,9              | 42,2              | 37,2              | 31,1              | 31,7              | 43,9              |
| Середній максимум, °C   | 8,9               | 12,8              | 17,2              | 22,2              | 26,7              | 31,1              | 34,4              | 33,9              | 29,4              | 23,3              | 15,6              | 10,0              | 22,2              |
| Середній мінімум, °C    | −5,6              | −2,8              | 1,7               | 7,2               | 13,3              | 17,8              | 20,0              | 19,4              | 15,6              | 8,3               | 1,1               | −3,9              | 7,7               |
| Абсолютний мінімум, °C  | −25               | −21,1             | −22,8             | −7,2              | −1,7              | 5,6               | 9,4               | 7,2               | −1,7              | −8,9              | −12,8             | −27,2             | −27,2             |
| Норма опадів, мм        | 28                | 39                | 61                | 64                | 124               | 102               | 59                | 70                | 84                | 83                | 48                | 42                | 804               |
| ----------------------- | ----------------- | ----------------- | ----------------- | ----------------- | ----------------- | ----------------- | ----------------- | ----------------- | ----------------- | ----------------- | ----------------- | ----------------- | ----------------- |
| Джерело:                |                   |                   |                   |                   |                   |                   |                   |                   |                   |                   |                   |                   |                   |

## Демографія
Згідно з переписом 2010 року, у місті мешкали 6762 особи в 2362 домогосподарствах у складі 1600 родин. Густота населення становила 362 особи/км².  Було 2800 помешкань (150/км²).
Расовий склад населення:
| - 48,6 % — корінних американців - 33,1 % — білих - 4,7 % — чорних або афроамериканців - 0,7 % — азіатів - 3,2 % — осіб інших рас |

До двох чи більше рас належало 9,6 %. Частка іспаномовних становила 11,9 % від усіх жителів.
За віковим діапазоном населення розподілялося таким чином: 30,4 % — особи молодші 18 років, 57,1 % — особи у віці 18—64 років, 12,5 % — особи у віці 65 років та старші. Медіана віку мешканця становила 31,6 року. На 100 осіб жіночої статі у місті припадало 92,0 чоловіків;  на 100 жінок у віці від 18 років та старших — 86,8 чоловіків також старших 18 років.
Середній дохід на одне домашнє господарство  становив 52 918 доларів США (медіана — 30 567), а середній дохід на одну сім'ю — 59 084 долари (медіана — 36 982). Медіана доходів становила 29 926 доларів для чоловіків та 31 779 доларів для жінок. За межею бідності перебувало 35,9 % осіб, у тому числі 45,1 % дітей у віці до 18 років та 15,6 % осіб у віці 65 років та старших.
Цивільне працевлаштоване населення становило 2434 особи. Основні галузі зайнятості: освіта, охорона здоров'я та соціальна допомога — 22,2 %, мистецтво, розваги та відпочинок — 19,5 %, публічна адміністрація — 10,2 %, будівництво — 9,8 %.